# Витегорський ВТТ НКВС
Витегорський ВТТ НКВС (рос. ВЫТЕГОРСКИЙ ИТЛ НКВД, Вытегорстрой, Вытегорлаг) — виправно-трудовий табір, що діяв в системі виправно-трудових установ СРСР з 11.10.40 до 28.06.41.

## Підпорядкування і дислокація
- ГУЛГТС з 11.10.40.

Дислокація: Вологодська область, місто Витегра.

## Виконувані роботи
- будівництво ділянки Волго-Балтійського водного шляху від Онезького озера до витоку р. Шексни.

## Чисельність з/к
- 12.40 — 10 253;
- 01.01.41 — 14 643,
- 01.07.41 — 34 738